# Blumenthal (Brema)
Blumenthal, Bremen-Blumenthal (dolnoniem. Blomendal) — dzielnica miasta Brema w Niemczech, w okręgu administracyjnym Nord, w kraju związkowym Brema. 